# بروكاج (خطأ سك)

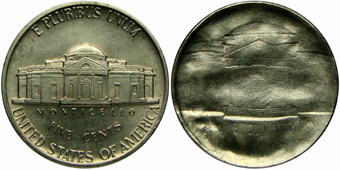
نقش على الوجه الآخر لعملة أمريكية بقيمة خمسة سنتات يظهر صورة طبق الأصل من مونيسيلو مضغوطة على الوجه الأمامي.

في جمع العملات المعدنية يشير مصطلح "بروكاج" أو التكسير إلى نوع من العملات المعدنية الخاطئة حيث يكون أحد جانبي العملة المعدنية يحمل التصميم الطبيعي ويكون الجانب الآخر يحمل صورة طبق الأصل من نفس التصميم مطبوعًا عليه.

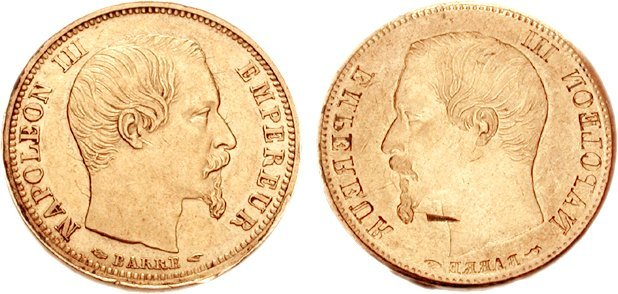
دار سك العملة في باريس سُكّت بين عامي ١٨٥٤ و١٨٥٥. نابليون الثالث إمبراطور في وسط الوجه (رأس دوغ) أسفله بير (يد تشير إلى اليمين).

يحدث هذا الخطأ المعروف أيضًا باسم "خدش القالب" أو "خطأ ملامسة القالب" عندما تلتصق العملة بقالب الخدش وتترك أثرها على العملات التالية. ويُعد "البروكاج" نادر نسبيًا ويحظى بإقبال كبير من هواة جمع العملات.

## الوصف
حيث تحدث أخطاء البروكاج عندما تلتصق عملة معدنية سكت بالفعل بقالب العملة المعدنية وتطبع على قطعة فارغة أخرى لم تسك بعد مما يؤدي إلى ضغط صورة طبق الأصل من العملة المعدنية الأخرى في القطعة الفارغة. وتعتبر عمليات البروكاج والتلميع نادرة نسبياً بين العملات المعدنية الحديثة في البلدان الصناعية حيث تمارس دور سك العملة رقابة صارمة على الإنتاج وهي أقل ندرة إلى حد ما بين العملات المعدنية الحديثة في بعض البلدان النامية التي تدير دار سك العملة الخاصة بها (مثل النيبال) في حالة جيدة، وتعد العملات المعدنية التي تحمل عملية البروكاج والتلميع الشفافة عنصرًا لهواة الجمع ويمكن بيعها مقابل مبالغ كبيرة من المال.

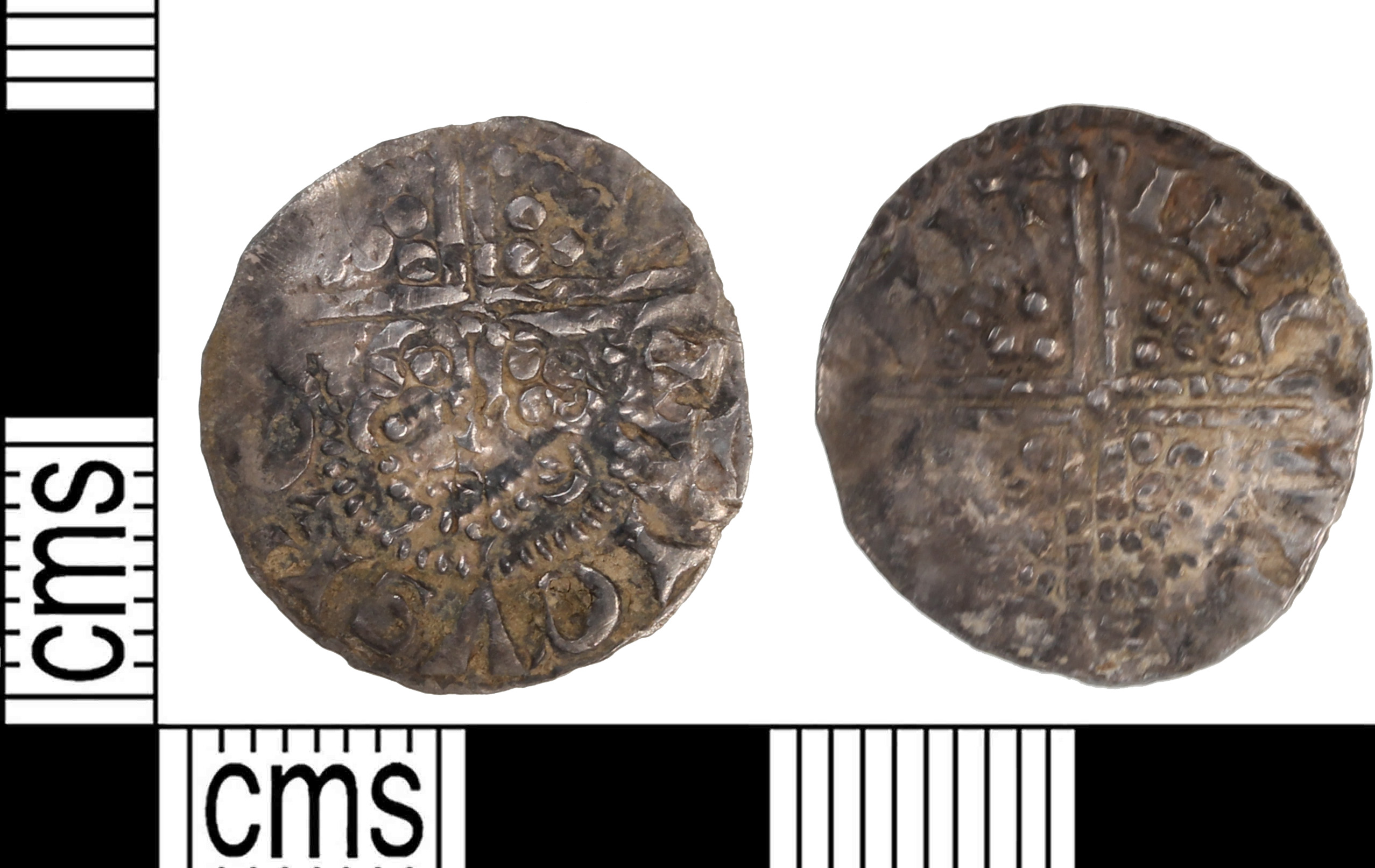
بنس فضي طويل مفرغ عليه صليب من عهد هنري الثالث (1216-1272)

من الممكن التمييز بين النقش على الوجه والنقش على الوجه الآخر. وتحدث انكسارات الوجه عندما لا تُخرج العملة المعدنية المضروبة مسبقًا وتلتصق بالقالب السفلي، وتحدث انكسارات الوجه العكسي عندما تظل العملة المعدنية المضروبة مسبقًا ملتصقة بالقالب العلوي.

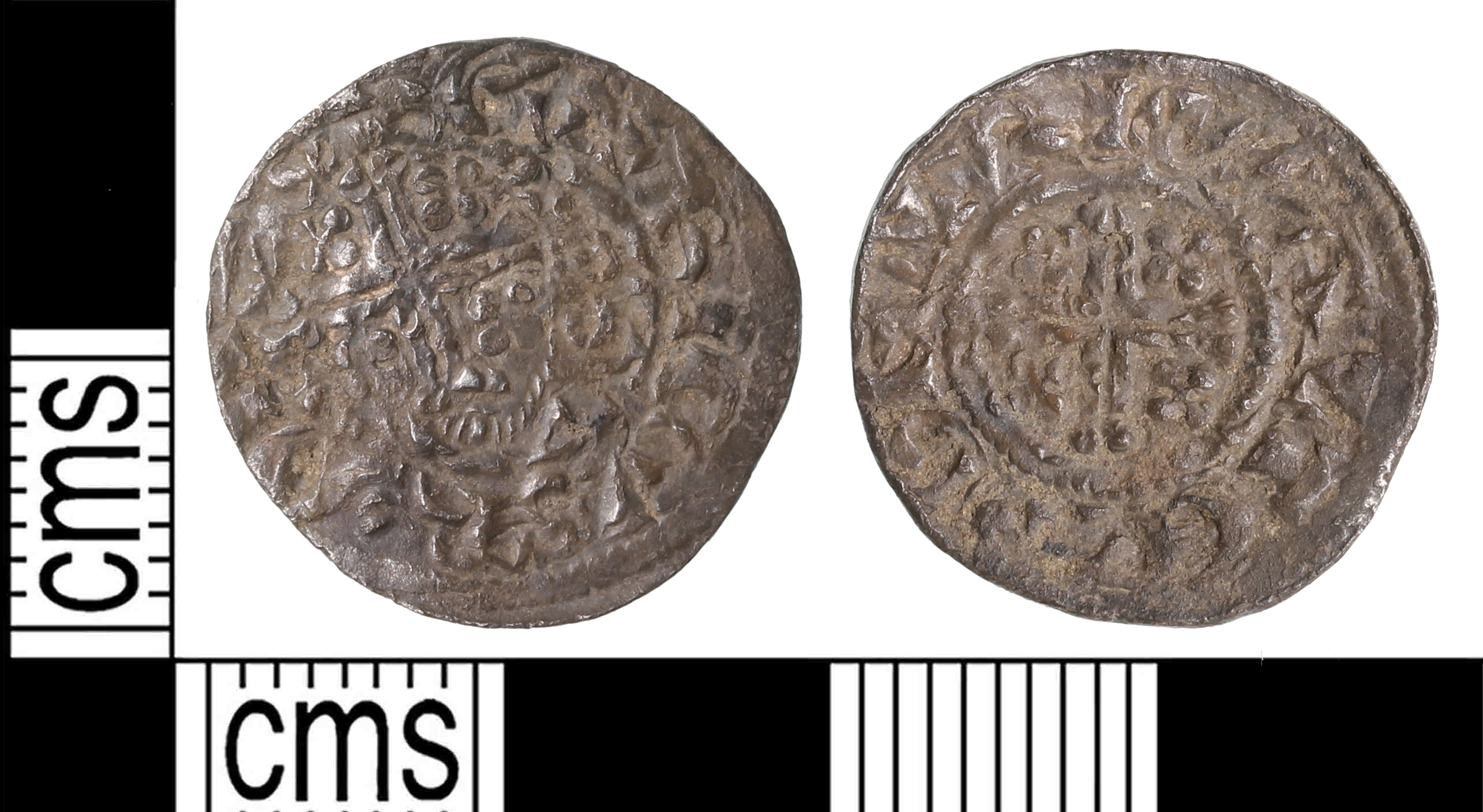
بنس صليب فضي قصير من العصور الوسطى مكسور، يعود تاريخه إلى جون (1199-1216م) وربما يعود تاريخه إلى الفترة من عام 1207 إلى عام 1213م، وقد سك في لندن بواسطة والتر.

يمكن أن يحدث خطأ مشابه وهو "البروكاج المُضاد" وذلك عندما تُسك عملة معدنية عليها "بروكاج" على أحد وجهيها مقابل عملة أخرى مما يترك البروكاج على كلتا العملتين. ويمكن أن تكون هناك اختلافات في حدة واكتمال الكسر حيث يعتبر "بروكاج المرآة" الأكثر جاذبية.

## التاريخ

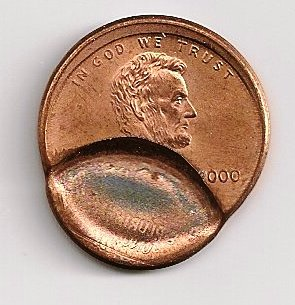
يمكن رؤية صورة النقش التذكاري للينكولن بالقرب من أسفل العملة المعدنية

في إنتاج العملات المعدنية المطروقة كانت عمليات التكسير شائعة جدًا مع أنها كانت مقتصرة إلى حد كبير على تكسير الوجه حيث من المرجح أن يلاحظ عامل دار السك إذا كانت العملة عالقة في قالب السندان العكسي. فإذا لاحظ عامل دار السك العملة المعرضة للبروكاج كان لديه خيار إعادة سكها. ولا يوجد إجماع بين علماء العملات فيما يتعلق بوجود عملات معدنية معاد صكها حيث أنها تبدو مشابهة للعملات المعدنية ذات القوالب المتضاربة بشدة.
لقد أدى استخدام مكابس البراغي إلى تقليل كمية العملات المعدنية المتسربة التي خرجت من دار السك بدرجة كبيرة منذ منتصف القرن السادس عشر فصاعداً. ولكن مع شيوع الآلات عالية السرعة في القرن التاسع عشر ظهر المزيد من العملات المعدنية المتسربة. كما أنه من المعروف أن بعض العاملين -عديمي الضمير- في دور سك العملات قد أنشأوا مكاتب سك عملات في الماضي فقط من أجل بيعها لهواة جمع العملات المعدنية.

## روابط خارجية
- كونيكا
- error-ref.com